# Пасьон (приток Усумасинты)
Пасьо́н (Ла-Пасьон, Рио-де-ла-Пасьон; исп. Río de la Pasión, Río La Pasión) — река в Центральной Америке, протекающая на севере Гватемалы в регионах Альта-Верапас и Эль-Петен. Сливаясь с рекой Салинас образует Усумасинту. Общая протяжённость реки составляет 345 километров. Площадь её водосборного бассейна насчитывает 11847,72 км² (по другим данным — 12146,5 км²).

## Описание
Пасьон начинается в горах на севере департамента Альта-Верапас под названием Чахмайк (исп. Chajmaic). Течёт сначала на восток в долине между гор, затем чуть выше селения Себоль поворачивает на север и сохраняет это направление до Эль-Сейбаля. В низовьях направление течения — западное. Основные притоки — Эль-Субин (длина — 60 км), Сан-Мартин (длина — 35 км), Сан-Хуан (длина — 110 км), Мачакила (длина — 175 км), Мачакила (длина — 108 км) и Санта-Исабель (все — правые).

## Экологическое состояние
На протяжении нижних 150 км испытывает загрязнение, что негативно влияет на здоровье 12000 человек, ещё около 15000 находятся в зоне риска. На левом берегу реки в муниципалитете Сайяхче находится памятник природы Эль-Сейбаль, а к северу от реки — заповедник Эль-Пукте.
По данным исследований 2015 года в реке широко распространился инвазивный вид рыб Pterygoplichthys multiradiatus, что угрожает видовому разнообразию эндемиков.

## История
Река была судоходной на большей части своего течения. На реке располагался майяский портовый город Канкуэн, бывший ключевым пунктом торговых путей (часть которых проходила по реке), идущих от тихоокеанского побережья к атлантическому. В нижнем течении находятся развалины города Сейбаль.